# Гугедська фортеця
33°28′55″ пн. ш. 50°21′25″ сх. д. / 33.481944444444° пн. ш. 50.356944444444° сх. д.
Гугедська фортеця — фортеця, розташована в шахрестані Гольпайєгані біля міста Гугеде, Іран. У минулому у мирний час цитадель використовувалася як караван-сарай, але під час війни або під час бандитських нападів могла виступати і як фортеця. В даний час цитадель використовується як традиційна корчма.
Цитатель зведена з цегли-сирцю приблизно в XVI столітті.
У минулі часи представники нижчих соціальних класів мешкали на нижніх поверхах фортеці, тоді як знаті призначалися верхні поверхи. У безпосередній близькості від цих поверхів у фортеці передбачено спеціальні отвори, в яких селилися голуби. Подібні «голубині отвори» передбачені як система безпеки: вважалося, що у разі нічного нападу використання для підбирання по стінах сходів або облогових гаків злякає голубів, які своїм шумом попередять варту про загрозу.
Занесено до реєстру національних історичних пам'яток Ірану за № 2574.